# Jambeiro
Jambeiro là một đô thị ở bang São Paulo của Brasil, trong tiểu vùng Paraibuna/Paraitinga.
Đô thị này nằm ở vĩ độ 23º15'13" độ vĩ nam và kinh độ 45º41'16" độ vĩ tây, trên khu vực có độ cao 695 m. Dân số năm 2004 ước tính là 4.355 người.
Mật độ dân số é de 23,63 người/km².
Các đô thị giáp ranh gồm Caçapava và São José dos Campos về phía bắc, Redenção da Serra về phía đông, Paraibuna về phía nam, Santa Branca về phía tây nam và Jacareí về phía tây.

### Thông tin nhân khẩu
Dữ liệu dân số theo điều tra dân số năm 2000
Tổng dân số: 3.992
- Dân số thành thị: 1.934
- Dân số nông thôn: 2.058
- Nam giới: 2.082
- Nữ giới: 1.910

Mật độ dân số (người/km²): 21,73
Tỷ lệ tử vong trẻ sơ sinh dưới 1 tuổi (trên một triệu người): 15,31
Tuổi thọ bình quân (tuổi): 71,52
Tỷ lệ sinh (số trẻ trên mỗi bà mẹ): 2,54
Tỷ lệ biết đọc biết viết: 87,32%
Chỉ số phát triển con người (HDI-M): 0,779
- Chỉ số phát triển con người - Thu nhập: 0,717
- Chỉ số phát triển con người - Tuổi thọ: 0,775
- Chỉ số phát triển con người - Giáo dục: 0,844

(Nguồn: IPEADATA)